# Leopold Mozart
Johann Georg Leopold Mozart (Augsburg, 14 de novembre de 1719 – Salzburg, 28 de maig de 1787) fou un violinista al servei del comte de Thurr i a l'orquestra del príncep Firmian de Salzburg. Va escriure un mètode per a aprendre a tocar el violí, una simfonia i algunes sonates. És pare de Maria Anna Mozart i de Wolfgang Amadeus Mozart.
A la seva família no hi havia precedents de música; el seu pare era relligador de llibres i la seva mare, Anna Maria Sulzer (1696–1766), era la seva segona dona. Inicialment va estudiar la carrera de dret, però va guanyar en ell l'amor per la música.

## Obra
Va escriure un mètode per a aprendre a tocar el violí que encara ara és apreciat per la seva originalitat i la claredat d'exposició. Del seu casament amb Anna Maria Pertl va néixer Wolfgang Amadeus Mozart, al qual va dedicar tot el seu temps, fins al punt que va deixar de compondre per tal de dedicar-se més intensament a ensenyar-li música.Ensems que tenia d'altres alumnes entre ells a Johann Nepomuk Rainprechter.
Va escriure una simfonia, i darrerament es creu que també compongué la famosa Simfonia de les Joguines -fins fa poc d'anys atribuïda a Joseph Haydn- pel seu fill Wolfgang quan la seva dona encara estava embarassada. En aquesta simfonia utilitza tota mena de recursos, amb instruments senzills com el xerrac, el tabal, el xiulet i d'altres per crear una atmosfera apropiada per a un nen. En tot cas, la seva autoria encara està disputada.
Va escriure també tres sonates per a clavicèmbal i sis divertimentos per a orquestra de cambra. Una altra de les seves obres més populars és Passeig amb trineu, escrita amb motiu del carnaval d'Augsburg de 1756. Va ser estrenada en una taverna de la ciutat, el mateix any que va néixer el seu fill Wolfgang Amadeus Mozart.